# خورخي خيرمان باتشيكو
خورخي خيرمان باتشيكو (بالإسبانية: Jorge Germán Pacheco) (و. القرن 19 – القرن 20 م) هو لاعب كرة قدم، ومدرب كرة قدم أوروغوياني، ولد في مونتفيدو، مركز لعبه هو لاعب وسط، توفي في الأوروغواي.

## روابط خارجية
- خورخي خيرمان باتشيكو على موقع ناشيونال فوتبول تيمز (الإنجليزية)